# احیای صخره‌های مرجانی

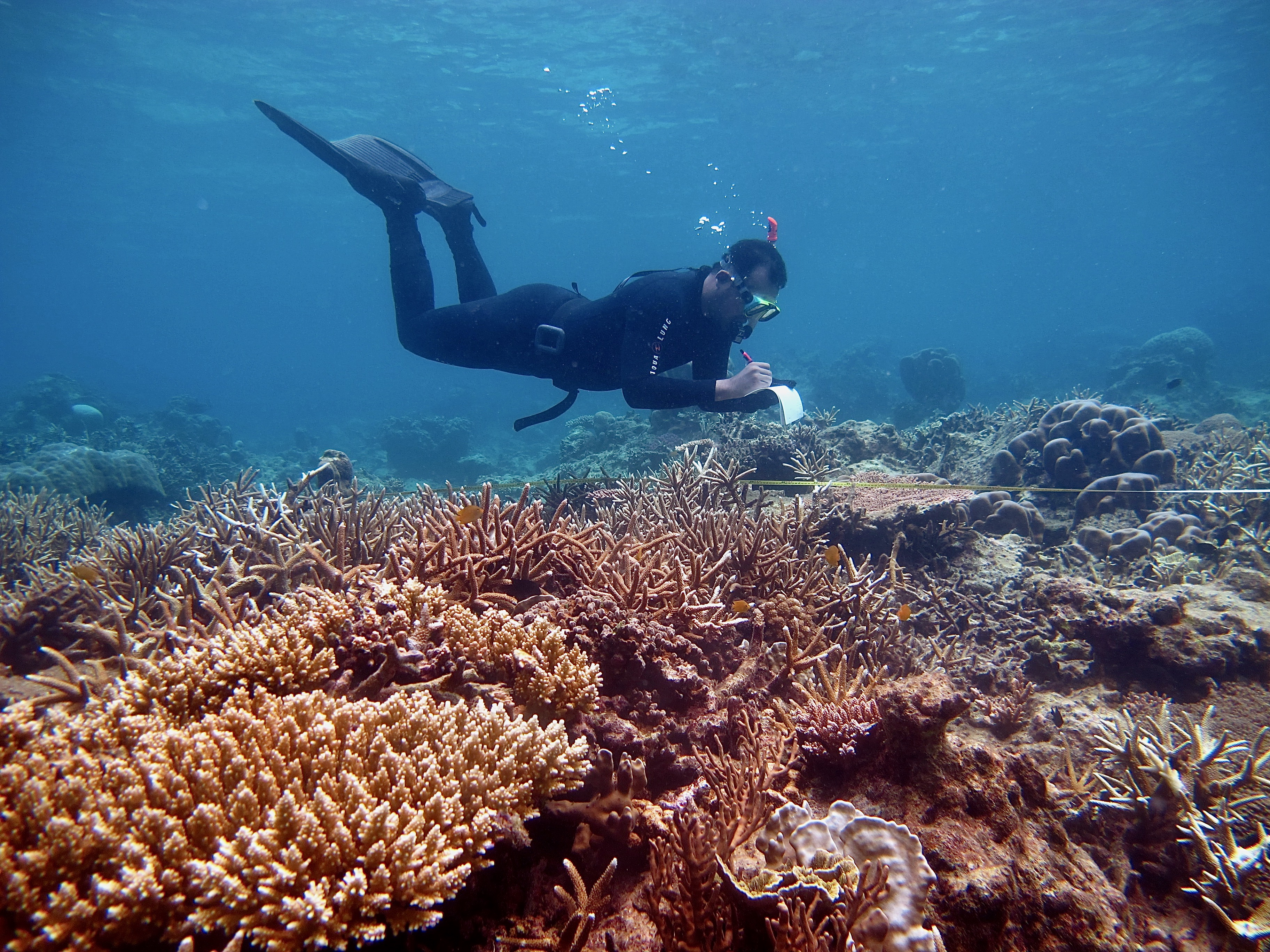
غواصی علمی در صخره‌های مرجانی در کاریمونجاوا

راهبردهای احیای صخره‌های مرجانی از فرآیندهای طبیعی و انسانی برای احیای آبسنگ مرجانی آسیب‌دیده استفاده می‌کنند. صخره‌های مرجانی به دلیل مسائل زیست‌محیطی مرتبط با صخره‌های مرجانی آسیب می‌بینند و تلاش‌هایی برای جبران این آسیب‌ها و احیای صخره‌ها در حال انجام است. این فرایند شامل قطعه‌قطعه کردن مرجان‌های بالغ، قرار دادن این قطعات زنده روی چارچوب‌ها یا طناب‌ها، مراقبت از آن‌ها تا زمان بهبودی و رشد، و در نهایت کاشت این قطعات در موقعیت نهایی آن‌ها روی صخره مرجانی است، زمانی که به‌اندازهٔ کافی رشد کرده‌اند. این استراتژی‌ها اشکال مختلفی دارند، از طریق روش‌های مستقر در دریا و پایگاه‌های زمینی. علاوه بر این، روش‌های جنسی و غیرجنسی برای ترمیم وجود دارد. استفاده از این روش‌ها منجر به نگرانی‌هایی در رابطه با خطر گونه‌های مهاجم بالقوه می‌شود که ممکن است بر تنوع زیستی اکوسیستم تأثیر منفی بگذارند.

## پیشینه
بیش از ۲۵٪ از کل حیات دریایی در اکوسیستم‌های صخره‌های مرجانی در سراسر جهان یافت می‌شوند. صخره‌های مرجانی حائل‌های مهمی بین خشکی و آب هستند و به کاهش آسیب طوفان و فرسایش ساحلی کمک می‌کنند. آنها اشتغال و فرصت‌های تفریحی فراهم می‌کنند و منبع اصلی غذا برای جوامع ساحلی هستند. گردشگری صخره‌های مرجانی یکی از بزرگ‌ترین محرک‌های فعالیت اقتصادی در جوامع ساحلی در سراسر جهان است. علاوه بر این، صخره‌ها یک منبع اصلی کربن هستند و نقش مهمی در ترسیب کربن دارند. صخره‌های مرجانی همچنین دسترسی به غذا و فرصت‌های شغلی را برای جوامع فراهم می‌کنند. تخمین زده می‌شود که سالانه ۳۷۵ میلیارد دلار از خدمات اکوسیستمی ارائه شده توسط صخره‌های مرجانی حاصل می‌شود. صخره‌های مرجانی در ایالات متحده تقریباً ۳٫۶ میلیارد دلار از تولید اقتصادی این کشور را تشکیل می‌دهند. صخره‌های مرجانی سالانه از طریق خدمات اکوسیستمی، حدود ۹٫۹ تریلیون دلار از تولید اقتصادی جهان را به خود اختصاص می‌دهند.
رایج‌ترین مرجان‌ها در صخره‌های گرمسیری، مرجان‌های سنگی (Scleractinia) هستند که اسکلت‌های سختی از کربنات کلسیم می‌سازند که محافظت و ساختار صخره را فراهم می‌کند. پولیپ‌های مرجانی با جلبک‌های تک سلولی به نام زوکسانتلاها رابطهٔ همزیستی دارند. این جلبک‌ها در بافت پولیپ‌های مرجانی زندگی می‌کنند و از طریق فتوسنتز، انرژی لازم را برای مرجان فراهم می‌کنند. در عوض، مرجان برای زوکسانتلاها سرپناه و مواد مغذی فراهم می‌کند.

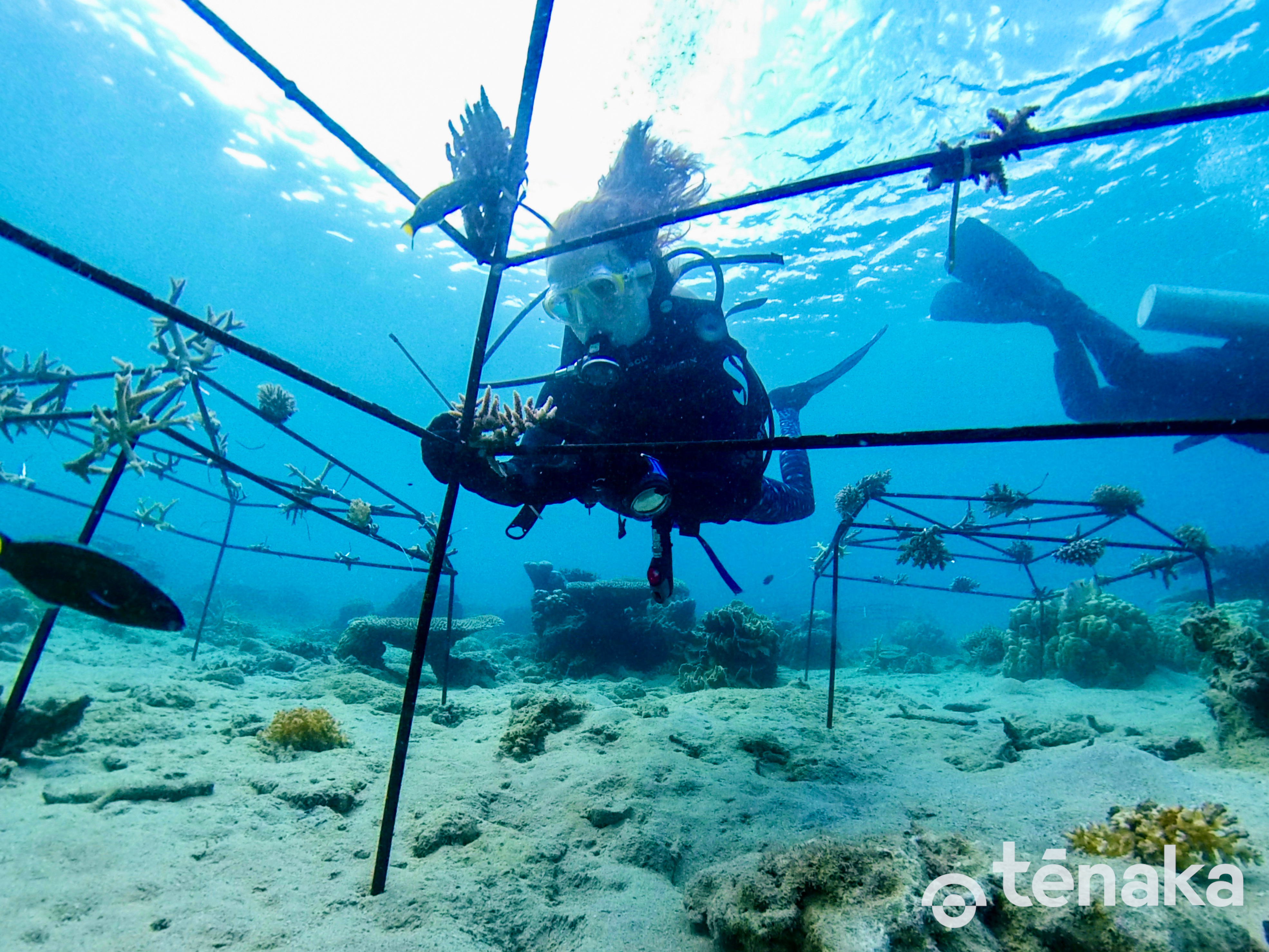
درختان صخره مرجانی مصنوعی که برای رشد مرجان طراحی شده‌اند.

نیمی از مرجان‌های جهان از سال ۱۹۷۰ ناپدید شده‌اند و تمام صخره‌های مرجانی تا سال ۲۰۵۰ در معرض خطر انقراض قرار دارند به منظور اطمینان از وجود صخره‌های مرجانی در آینده، روش‌های جدیدی برای احیای اکوسیستم‌های آنها در دست بررسی است. تکه‌تکه کردن رایج‌ترین استراتژی برای احیای صخره‌های مرجانی است؛ اغلب برای ایجاد صخره‌های مرجانی مصنوعی مانند درختان مرجانی، نهالستان‌های خطی و سازه‌های ثابت استفاده می‌شود.

## تهدیدهای صخره‌های مرجانی
برخی از فعالیت‌های انسانی، مانند استخراج مرجان، ترال کف، حفر کانال و ماهیگیری انفجاری، با آسیب رساندن به ساختار اسکلتی سخت کربنات کلسیم مرجان‌ها، باعث اختلال فیزیکی در صخره‌های مرجانی می‌شوند.
یکی دیگر از تهدیدهای عمده برای صخره‌های مرجانی، تخریب شیمیایی است. آلودگی دریایی ناشی از کرم ضدآفتاب، رنگ‌ها و پیامدهای زیست‌محیطی معدن‌کاوی می‌تواند مواد شیمیایی سمی برای مرجان‌ها ایجاد کند و منجر به پوسیدگی آنها شود. بیماری مرجانی اغلب در مناطقی که مرجان‌ها تحت فشار هستند، شایع است و در دهه‌های اخیر شدت آن افزایش یافته است. اغلب در نتیجه آلودگی، پدیده پرغذایی می‌تواند در اکوسیستم‌های صخره‌های مرجانی رخ دهد و مواد مغذی مرجان‌ها را محدود کند. با تغییراتی که در زمین‌های ساحلی رخ می‌دهد مانند جنگل‌زدایی، معدن‌کاوی، و شخم زدن و فرسایش خاک مزارع، مقادیر فزاینده‌ای از رسوبات وارد ستون آب می‌شوند. این پدیده به عنوان بارگذاری رسوب شناخته می‌شود که می‌تواند مستقیماً مرجان را خفه کند یا نور فرابنفش را مسدود کند و عملاً مانع فتوسنتز مرجان شود.

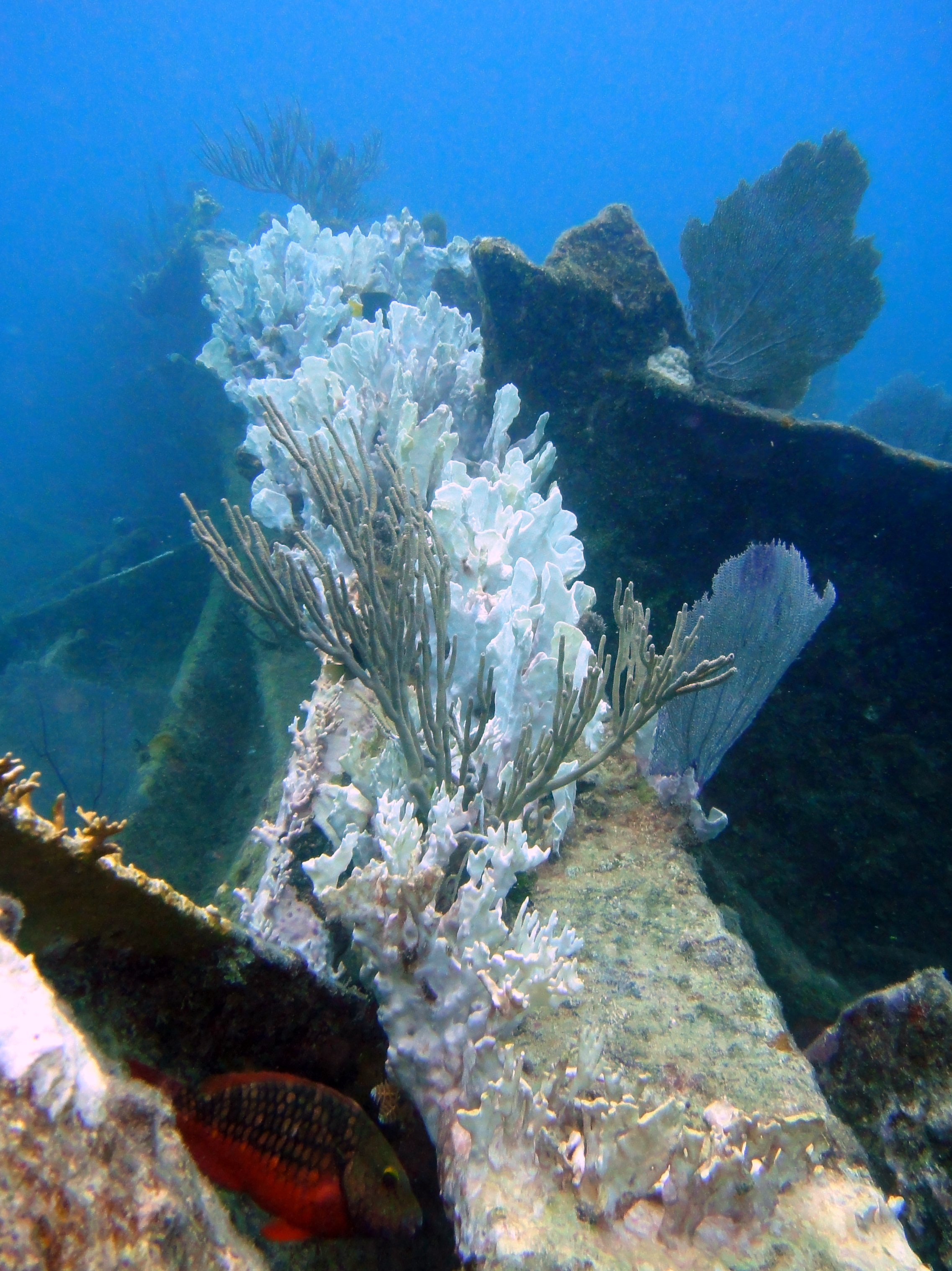
تصویری از سفید شدن مرجان‌ها در کی لارگو.

علاوه بر این، افزایش انتشار CO2 ناشی از فعالیت‌های انسانی مانند سوزاندن سوخت‌های فسیلی می‌تواند بر اسیدیته آب‌های اقیانوس تأثیر بگذارد. اسیدی شدن اقیانوس زمانی اتفاق می‌افتد که CO2 اضافی با آب اقیانوس واکنش نشان می‌دهد و pH را کاهش می‌دهد. در شرایط اسیدی، مرجان‌ها نمی‌توانند اسکلت کربنات کلسیم خود را تولید کنند و برخی از زوکسانتلاها قادر به زنده ماندن نیستند.
شاید بزرگ‌ترین تهدید برای صخره‌های مرجانی، افزایش دمای جهانی باشد. بیشتر مرجان‌ها تنها می‌توانند دامنه دمایی ۴ تا ۵ درجه سانتی‌گراد (۳۹ تا ۴۱ درجه فارنهایت) را تحمل کنند. در شرایط نامساعد، مرجان‌ها ممکن است زئوگزانتلا‌های خود را دفع کرده و دچار سفیدشدگی شوند. با گرم‌تر شدن آب اقیانوس‌ها فراتر از آستانه تحمل مرجان‌ها، این جانداران می‌میرند. مطالعه‌ای دربارهٔ دیواره بزرگ مرجانی استرالیا نشان داد که پس از یک موج گرمای شدید با افزایش دمای ۳ تا ۴ درجه سانتی‌گراد (۳۷ تا ۳۹ درجه فارنهایت)، نرخ مرگ‌ومیر صخره‌ها به ۵۰٪ رسید. به‌دلیل رخدادهایی مانند سفیدشدگی، مرجان‌های آسیب‌دیده حتی پس از پایان حادثه نیز به دلیل افزایش حساسیت به بیماری‌ها همچنان در حال مرگ هستند. بازیابی یک صخرهٔ مرجانی پس از سفیدشدگی ممکن است دهه‌ها طول بکشد، و مرجان‌هایی که رشد کندی دارند، تحت فشار بسیار زیادی قرار می‌گیرند.
افزایش دمای جهانی پیامد انتشار مقدار زیادی گاز گلخانه‌ای در جو است. مطالعه‌ای نشان داده که حدود ۶۵۵ میلیون نفر در نزدیکی صخره‌های مرجانی زندگی می‌کنند، که ۹۱٪ از جمعیت جهانِ ساکن در کشورهای توسعه‌یافته مانند ایالات متحده آمریکا، خاورمیانه و چین را شامل می‌شود. همین مطالعه همچنین نشان داده که از میان این ۶۵۵ میلیون نفر، ۷۵٪ آن‌ها در کشورهای کم‌توسعه‌یافته زندگی می‌کنند. با وجود این‌که این کشورها به‌شدت به اکوسیستم صخره‌های مرجانی وابسته هستند، تنها سهم اندکی در انتشار گازهای گلخانه‌ای دارند. آمارهای مربوط به انتشار گازها نشان می‌دهد که کشورهای توسعه‌یافته حدود ۱۱ برابر بیشتر از کشورهای کم‌توسعه، گازهای گلخانه‌ای منتشر می‌کنند.